# Gaio Fundanio Fundulo
Gaio Fundanio Fundulo (latino: Caius Fundanius Fundulus) (fl. III secolo a.C.) è stato un politico romano.

## Biografia
Fu edile nel 246 a.C. e durante tale anno, appoggiato dal collega Tiberio Sempronio Gracco, accusò Claudia, la figlia di Appio Claudio Cieco, la quale alla fine fu condannata ad una multa tale da costruire solo con quella il tempio della Libertà sull'Aventino. Cicerone racconta la storia in maniera differente: secondo questa versione l'imputato fu Publio Claudio Pulcro, il figlio di Appio Claudio Caudice, e non Claudia e l'accusa fu quella di aver combattuto nonostante gli auspici avversi e di essere stato sconfitto in Drepana.
Gaio Fundanio Fundulo fu eletto console nel 243 a.C. e fu inviato in Sicilia per combattere contro Amilcare Barca, che occupava la città di Erice. Amilcare chiese una tregua per seppellire i morti, ma il console respinse la richiesta e rispose che era meglio chiedere una tregua per i vivi e non per i morti. Quando più tardi a sua volta Gaio Fundanio richiese una tregua ad Amilcare, questi gliela accordò, dicendo che non combatteva contro i morti.